# Divino das Laranjeiras (kommun)
Divino das Laranjeiras är en kommun i Brasilien.   Den ligger i delstaten Minas Gerais, i den sydöstra delen av landet, 800 km öster om huvudstaden Brasília. Antalet invånare är 4 937.
Följande samhällen finns i Divino das Laranjeiras:
- Divino das Laranjeiras

Omgivningarna runt Divino das Laranjeiras är huvudsakligen savann. Runt Divino das Laranjeiras är det glesbefolkat, med 15 invånare per kvadratkilometer.